# Schreckling
Schreckling est un village et une ancienne commune de la Moselle, rattaché à Heining-lès-Bouzonville depuis 1832.

## Géographie
Se situe dans le département de la Moselle, en bordure de la frontière franco-allemande.

## Toponymie
- Schreckedinga (1316)[1], Schrecklingen (1633)[1], Screckling (1756)[1], Schreckling (1793).
- Schrecklingen pendant l'annexion allemande.
- Le patronyme Schrecklinger désignait autrefois les habitants de ce lieu.

## Histoire
- Faisait partie du district de Sarrelouis en 1793, puis de l'arrondissement de Thionville en 1801.
- Rattaché à Leyding de 1810 à 1815, puis rattaché à la Prusse de 1815 à 1829.
- Annexé à Villing par ordonnance royale du 7 octobre 1830, distrait de Villing et réuni à Heining par ordonnance royale du 29 novembre 1832.

Pierre Mouty était douanier à la brigade de Schreckling. Il est mort les armes à la main, le 23 juillet 1870, première victime française de la Guerre franco-allemande de 1870, en faisant simplement son devoir.

## Démographie
| 1800 | 1806 | 1900 |
| ---- | ---- | ---- |
| 83   | 73   | 107  |

## Lieux et monuments
- Chapelle du XVIIIe siècle.
- Monument funéraire de Pierre Mouty.